# Ansar (Mahdi-Aufstand)
Als Ansār (arabisch أنصار, DMG anṣār ‚Helfer‘) bezeichneten sich die Anhänger von Muhammad Ahmad während des Mahdi-Aufstandes im Sudan von 1881 bis 1899. Diese Bezeichnung ist angelehnt an die Bezeichnung der Unterstützer des Propheten Mohammed aus Medina (siehe: Ansār). Ursprünglich nannten diese sich Derwische (darāwīsch; Sg. darwīsch), allerdings verbot Muhammad Ahmad die Verwendung dieser Bezeichnung, da diese im Sudan umgangssprachlich „Wahnsinnige“ bedeutete. In westlichen Quellen, besonders in zeitgenössischen, fand diese Bezeichnung dennoch Eingang. Eine weitere frühere Bezeichnung war Fuqarā („Arme“). Diejenigen Anhänger, die Muhammad Ahmad auf der Hidschra aus Aba nach Gedir begleiteten oder in Gedir sich ihm anschlossen, wurden ebenfalls in Parallele zum Propheten Mohammed als Muhādschirīn („Auswanderer“) bezeichnet.

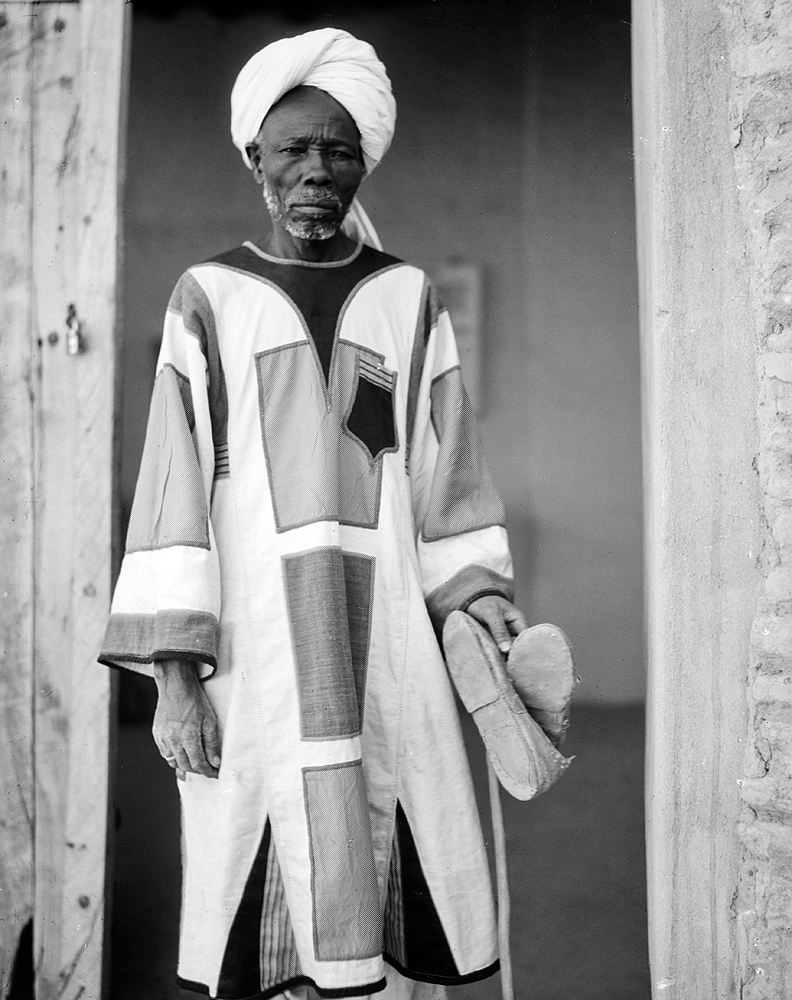
Die typische Bekleidung eines Ansār bestand aus einem weißen Turban und einer weißen langärmligen Tunika (Dschibba) mit rechteckigen farbigen Flicken als Zeichen der Frömmigkeit und Armut.

## Fraktionen
Die Ansār setzten sich aus drei Interessensgruppen zusammen, deren Gemeinsamkeit in der Ablehnung der ägyptischen Administration lag. Sie bildeten während des Mahdi-Aufstands Fraktionen mit jeweiligen von Muhammad Ahmad ernannten Repräsentanten. Diese Repräsentanten bekamen den Titel Kalif verliehen und wurden mit dem Oberbefehl einer stehenden Krieger-Armee (al-Rayya, „Flagge“) und einer Abteilung der Dschihadiyya (reguläre Schützen) ausgestattet. Die Spaltung der Ansār offenbarte sich vor allem in den internen Machtkämpfen nach dem Tode von Muhammad Ahmad.
Der ursprüngliche Kern, die Abkār al-Mahdī („Erstgeborene des Mahdi“), bildete sich aus Anhängern, die sich aus religiöser Überzeugung der Bewegung anschlossen und die ägyptische Administration als häretisch ablehnten. Diese Gruppe wurde repräsentiert durch Ali bin Muhammad Hilu. Ihre Armee nannte sich „Grüne Flagge“ (al-Rayya al-Khadra) und rekrutierte sich aus in Dschazira beheimateten Stämmen (Kināna und Dighaym). Sie war die politisch und militärisch schwächste Fraktion und trat während der internen Machtkämpfe als Vermittler zwischen den anderen, rivalisierenden Fraktionen auf.

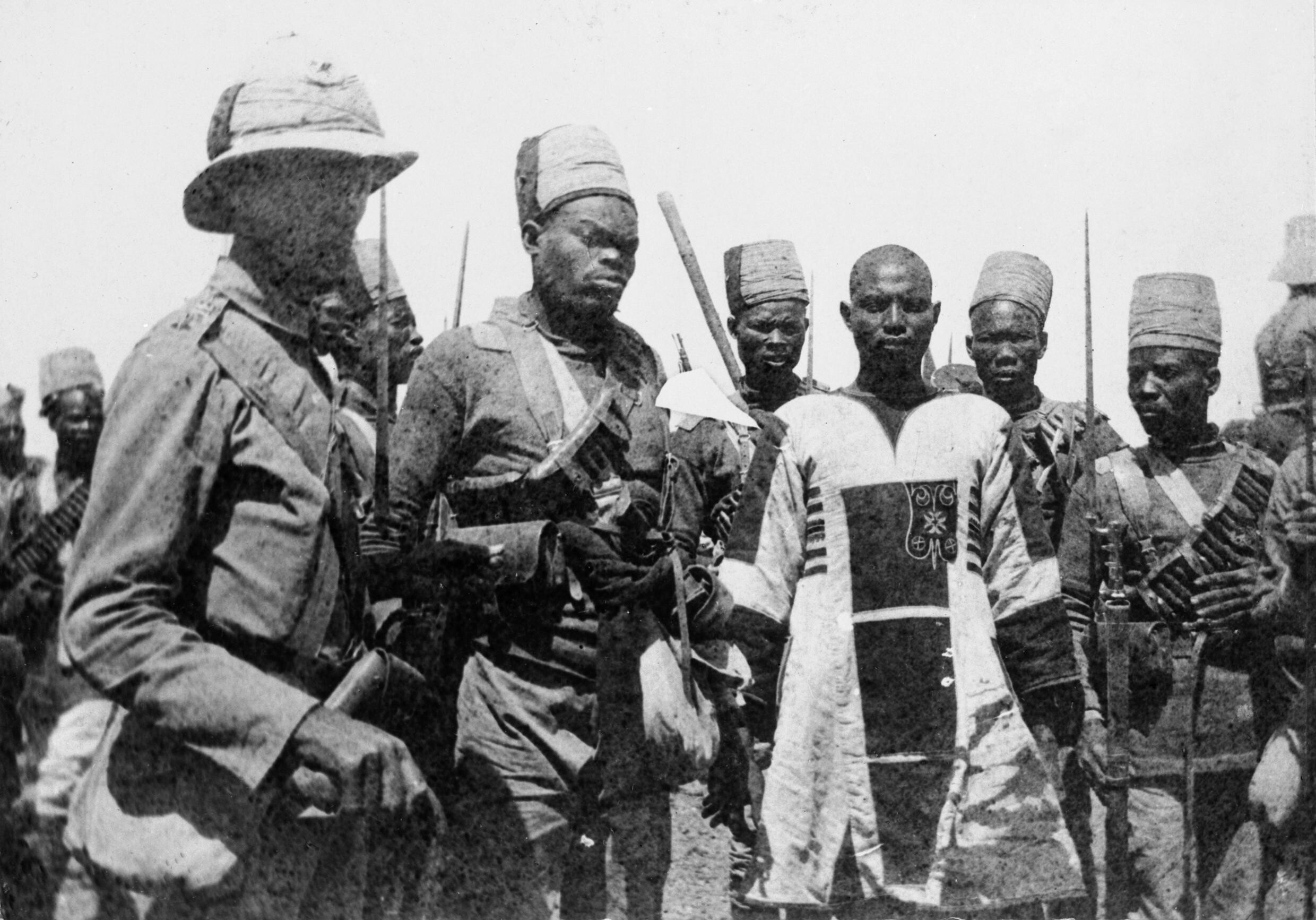
Anglo-Ägyptische Soldaten mit dem gefangenen Emir Mahmoud nach der Schlacht von Atbara (1898)

Die Awlād al-balad („Söhne des Landes“) waren jene Personen, die aus kommerziellen Interesse die ägyptische Herrschaft ablehnten und sich der Mahdi-Bewegung anschlossen. Es waren vor allem Kaufleute, die von den nilnahen Stämmen Nordsudans (hauptsächlich Dschaliyin und Danaqla) abstammten und sich durch die ägyptische Administration in ihren Geschäften, vor allem durch die Unterbindung des Sklavenhandels, behindert sahen. Diese Gruppe wurde durch Verwandte von Muhammad Ahmad (Aschrāf) angeführt. Diese Gruppe wurde durch Muhammad Scharif bin Hamid, einem Schwiegersohn von Muhammad Ahmad, repräsentiert. Ihre Armee nannte sich „Rote Flagge“ (al-Rayya al-Hamra), die faktisch aber in verschiedene Heere aufgeteilt und jeweils durch Emire (z. B. Wad al-Najumi, Mahmud Abd al-Qadir, Muhammad Khalid) befehligt worden war. Die Aschrāf bildeten während der Herrschaft von Muhammad Ahmad die einflussreichste Gruppe, verloren aber den Machtkampf gegen Abdallahi ibn Muhammad.
Die dritte Fraktion bildeten die westsudanesischen Baggara-Stämme, vor allem die Stämme der Taischa. Diese schlossen sich der Mahdi-Bewegung an, um sich vom Verbot von Raubzügen und der Steuerlast durch die ägyptische Administration zu befreien. Diese Gruppe wurde durch Abdallahi ibn Muhammad angeführt. Seine Armee, die zahlenmäßig die größte aller Fraktionen bildete, nannte sich „Schwarze Flagge“ (al-Rayya al-Zarqa). Abdallahi ibn Muhammad und seine Fraktion setzten sich im Machtkampf nach dem Tod von Muhammad Ahmad gegen die Aschrāf und Awlād al-balad durch.

## Erscheinungsbild
Der Mahdi legte die Dschibba als typische Kleidung seiner Anhänger fest. Er wollte damit gegen die Ausbreitung des Hangs zum Luxus vorgehen. Die Dschibba bestand aus einer knielangen, weißen Tunika, und wurde durch knöchellange Hosen und dem Turban ergänzt. Löcher wurden mit Flicken ausgebessert.

## Ansar heute
Die Zahl der Anhänger der von Muhammad Ahmad begründeten religiösen Bewegung im Sudan im 20. Jahrhundert wurde auf mehrere Millionen geschätzt. Damit ideologisch und personell verbunden ist die politische Bewegung der National Umma Party. Diese wurde vom Sohn Muhammad Ahmads, Abd al-Rahman al-Mahdi, im Februar 1945 unter der damaligen Anglo-Ägyptischen Verwaltung gegründet. Dessen Enkel und Urenkel Muhammad Ahmads, Sadiq al-Mahdi, war bis zu seinem Tod im November 2020 Vorsitzender der Umma-Partei und zwei Mal Premierminister des Landes.